# Castor Nieves Ríos
Cástor Nieves Ríos est l'une des cinq paroisses civiles de la municipalité de José Félix Ribas, dans l'État d'Aragua au Venezuela. Sa capitale est Las Mercedes. Sa population s'élève à 45 710 habitants.

## Géographie

### Démographie
Hormis sa capitale officielle de Las Mercedes, la paroisse civile abrite plusieurs des quartiers orientaux de La Victoria, chef-lieu de la municipalité, dont :
- Ciudad La Mora
- Guaracarima
- Indio Urquia
- Urbanización El Bosque
- Urbanización Guaraimita
- Urbanización La Mora I
- Urbanización La Mora II
- Zona Industrial La Mora II

## Sources
- (es) Cet article est partiellement ou en totalité issu de l’article de Wikipédia en espagnol intitulé « Municipio José Félix Ribas (Aragua) » (voir la liste des auteurs).